# KBS World (canal de televisión)
KBS World es un canal de televisión por suscripción internacional de origen coreano y es operado por Korean Broadcasting System dirigido a audiencias internacionales fuera de Corea del Sur. Se lanzó el 1 de julio de 2003 y se emite principalmente en coreano, pero también se proporcionan subtítulos en inglés, chino y malayo.
Además de las señales de Seúl, hay tres servicios separados operados por las subsidiarias de KBS para un mercado específico: la versión japonesa de KBS World, operada por KBS Japón, apunta a audiencias japonesas, la versión indonesia de KBS World, operada por OKTN, apunta a audiencias indonesias, mientras que la versión estadounidense de KBS World, operada por KBS America, se dirige a los coreanos en América del Norte y en América del Sur.
Los espectadores de Europa y Oriente Medio pueden recibir el canal de KBS WORLD directamente desde dos satélites de forma gratuita.

## Programación
Los programas en KBS World provienen de los dos servicios de televisión nacionales de KBS; KBS1 y KBS2. Casi todos los géneros de programación se pueden ver en el servicio de televisión de KBS World, incluyendo noticias, dramas, documentales y programación infantil. Transmitido principalmente en coreano, también muestra un boletín de noticias en inglés, KBS World News Today, de lunes a viernes, y otras producciones originales como The Three Colors of Korea. Music Bank Music Bank World Tour Pasión de gavilanes

## Entretenimiento
- Concurso nacional de canto (전국노래자랑; 1980-)
- Quiz mundo maravilloso (퀴즈탐험 신비의 세계; 1984-2004)
- Puzzle Express (퍼즐 특급열차; 1993-1998)
- Quiz Baeupsida (퀴즈로 배웁시다; 1994)
- Music Bank (뮤직뱅크; 1998-)
- Gag Concert (개그콘서트; 1999-)
- Desafío! Golden Bell (도전! 골든벨; 1999-)
- Familia de fantasía (가족환상곡; 2000-2001)
- Quiz Jungle (퀴즈정글; 2001)
- Happy Together (해피투게더; 2001-)
- Korea Quiz (퀴즈 대한민국; 2002-2013)
- Star Golden Bell (스타 골든벨; 2004-2010)
- 1 vs. 100 (1 대 100; 2007-)
- 1 Night 2 Days (1박2일; 2007-)
- Immortal Songs (불후의 명곡; 2007-2009)
- Road Show! Expedición Quiz (로드쇼! 퀴즈원정대; 2008-2009)
- You Hee Yeol's Sketchbook (유희열의 스케치북; 2009-)
- Desafío! Escalera de oro (도전! 황금사다리; 2009)
- Quiz Show (퀴즈쇼 사총사; 2010-2014)
- Top Band (탑밴드; 2011)
- The Human Condition (인간의 조건; 2012-)
- Saturday Freedom (자유선언 토요일; 2011-2012)
- El Regreso de Superman (슈퍼맨이 돌아왔다; 2013-)

## Ficción

### KBS 1TV

#### Lunes-viernes
- Hopefully the Sky (하늘 바라기; 1995).
- Even If the Wind Blows (바람은 불어도; 1995-1996).
- Until We Can Love (사랑할때까지; 1996-1997).
- Because I Really (정 때문에; 1997).
- As We Live Our Lives (살다보면; 1998).
- My Love by My Side (내사랑 내곁에; 1998).
- Someone's House (사람의 집; 1999).
- Rising Sun, Rising Moon (해뜨고 달뜨고; 1999-2000).
- More Than Words Can Say (좋은걸 어떡해; 2000-2001).
- Tender Hearts (우리가 남인가요; 2001).
- This Is Love (사랑은 이런거야; 2001-2002).
- To Be with You (당신 옆이 좋아; 2002-2003).
- Pasión de Gavilanes (백만송이 장미; 2003-2022).
- Yellow Handkerchief (노란 손수건; 2003).
- One Million Roses (백만송이 장미; 2003-2004).
- My Lovely Family (금쪽같은 내 새끼; 2004-2005).
- My Sweet Heart (어여쁜 당신; 2005).
- Bizarre Bunch (별난여자 별난남자; 2005–2006).
- Pure 19 (열아홉 순정; 2006–2007).
- Like Land and Sky (하늘만큼 땅만큼; 2007).
- Likeable or Not (미우나고우나; 2007–2008).
- You Are My Destiny (너는 내 운명; 2008–2009).
- The Road Home (집으로 가는 길; 2009).
- Everybody Cha-cha-cha (다함께 차차차; 2009–2010).
- A Good Day for the Wind to Blow (바람 불어 좋은날; 2010).
- Smile Again (웃어라 동해야; 2010–2011).
- The Women of Our Home (우리집 여자들; 2011).
- Just You (당신 뿐이야; 2011-2012).
- The Moon and Stars for You (별도 달도 따줄게; 2012).
- Cheer Up, Mr. Kim! (힘내요 미스터 김; 2012-2013).
- Sincerity Moves Heaven (지성이면 감천; 2013).
- Melody of Love (사랑은 노래를 타고; 2013–2014).
- My Dear Cat (고양이는 있다! 야옹; 2014).
- You Are the Only One (당신만 내 사 랑; 2014–2015).
- Save the Family (가족을 지켜라; 2015).
- Sweet Home, Sweet Honey (우리집 꿀단지; 2015-2016).
- The Unusual Family (별난 가족; 2016).
- Still Loving You (빛나라 은수; 2016-2017).
- Lovers in Bloom (무궁화꽃이 피었습니다; 2017).
- El amor regresa (미워도 사랑해; 2017-2018).

#### Sábados-domingos
- Daemyeong (대명; 1981)
- Wind and Cloud (풍운; 1982)
- Gaeguk (개국; 1983)
- Independence Gate (독립문; 1984)
- Dawn (새벽; 1985)
- Windfall (노다지; 1986-1987)
- Yi Hwa (이화; 1987)
- Land (토지; 1987-1989)
- And So Flows History (역사는 흐른다; 1989-1990)
- Dawn of the Day (여명의 그날; 1990)
- The Royal Way (왕도 (드라마); 1991)
- Flowers That Never Wilt (바람꽃은 시들지 않는다; 1991-1992)
- Chronicles of the Three Kingdoms (삼국기; 1992-1993)
- The Break of Dawn (먼동; 1993)
- Kim Goo (김구; 1995)
- Dazzling Dawn (찬란한 여명; 1995-1996)
- Lágrimas del dragón (용의 눈물; 1996-1998)
- The King and Queen (왕과 비; 1998-2000)
- Emperor Wang Gun (태조 왕건; 2000-2002)
- The Dawn of the Empire (제국의 아침; 2002-2003)
- Age of Warriors (무인시대; 2003-2004
- Immortal Admiral Lee Sun Shin (불멸의 이순신; 2004–2005)
- Seoul 1945 (서울1945; 2006)
- Dae Jo Yeong (대조영; 2006–2007)
- King Sejong the Great (대왕세종; 2008)
- The Reputable Family (명가; 2010)
- The Great Merchant (거상 김만덕; 2010)
- Legend of the Patriots (전우; 2010)
- Freedom Fighter, Lee Hwi Young (자유인 이회영; 2010)
- The King of Legend (근초고왕; 2010–2011)
- Gwanggaeto, The Great Conqueror (광개토대왕; 2011-2012)
- The King's Dream (대왕의 꿈; 2012-2013)
- Jeong Do Jeon (정도전; 2014)
- The Jingbirok: A Memoir of Imjin War (징비록; 2015)
- Jang Yeong Sil (장영실; 2015-2016)
- Dasan Jeong Yak Yong (다산 정약용; 2017)

### KBS 2TV

#### Lunes-viernes
- Unstoppable Marriage (못말리는 결혼; 2007–2008).
- Family (패밀리; 2012–2013).
- Ruby Ring (루비 반지; 2013–2014).
- Angel's Revenge (천상여자; 2014).
- Two Mothers (뻐꾸기 둥지; 2014).
- Sweet Secret (달콤한 비밀; 2014).
- Love on a Rooftop (오늘부터 사랑해; 2015).
- All Is Well (다 잘될 거야; 2015).
- Promesa del cielo (천상의 약속; 2016).
- Secrets Of Women (여자의 비밀; 2016)
- First Love Again (다시, 첫사랑; 2016-2017)
- Unknown Woman (이름 없는 여자; 2017)
- The Secret of My Love (내 남자의 비밀; 2017-2018)

#### Lunes-martes
- Salut D'Amour (사랑의 인사; 1994).
- Escuela (학교; 1999).
- Invitation (초대; 1999).
- Magic Castle (마법의 성; 1999).
- She's the One (나는 그녀가 좋다; 2000).
- Look Back in Anger (성난 얼굴로 돌아보라; 2000).
- Foolish Love (바보같은 사랑; 2000).
- RNA (RNA; 2000).
- Otoño en mi corazón (가을동화; 2000).
- Snowflakes (눈꽃; 2000-2001).
- Pretty Lady (귀여운 여인; 2001).
- Stock Flower (비단향꽃무; 2001).
- Life is Beautiful (인생은 아름다워; 2001).
- Cool (쿨; 2001).
- Pure Heart (순정; 2001).
- Mina (미나; 2001).
- Sonata de invierno (겨울연가; 2002).
- Sunshine Hunting (햇빛 사냥; 2002).
- Hard Love (거침없는 사랑; 2002).
- Loving You (러빙유; 2002).
- Children of Heaven (천국의 아이들; 2002).
- Solitude (고독; 2002).
- Wife (아내; 2003).
- Aroma de Verano (여름향기; 2003).
- Sang Doo! Let's Go to School (상두야, 학교가자!; 2003).
- She is the Best (그녀는 짱; 2003-2004).
- Sweet 18 (낭랑18세; 2004).
- Taste Sweet Love (백설공주; 2004).
- Beijing, My Love (북경, 내 사랑; 2004).
- Forbidden Love (구미호외전; 2004).
- Oh Feel Young (오!필승 봉순영; 2004).
- I'm Sorry, I Love You (미안하다,사랑한다; 2004).
- Delightful Girl Choon Hyang (쾌걸 춘향; 2005).
- 18 vs. 29 (열여덟, 스물아홉; 2005).
- Loveholic (러브홀릭; 2005).
- Ice Girl (그녀가 돌아왔다; 2005).
- Wedding (웨딩; 2005).
- A Love to Kill (이 죽일 놈의 사랑; 2005).
- Hello God (안녕하세요 하느님; 2006).
- El vals de primavera (봄의 왈츠; 2006).
- Mr. Goodbye (미스터 굿바이; 2006).
- The Vineyard Man (포도밭 그사나이; 2006).
- Cloud Stairs (구름계단; 2006).
- The Snow Queen (눈의 여왕; 2006-2007).
- When Spring Comes (꽃피는 봄이오면; 2007).
- Hello! Miss (헬로 애기씨; 2007).
- Flowers For My Life (꽃 찾으러 왔단다; 2007).
- Conspiracy in the Court (한성별곡; 2007).
- I Am Sam (아이엠샘; 2007).
- Evasive Inquiry Agency (얼렁뚱땅 흥신소; 2007).
- Bad Love (못된 사랑; 2007).
- Single Dad in Love (싱글파파는 열애중; 2008).
- Formidable Rivals (강적들; 2008).
- Strongest Chil Woo (최강칠우; 2008).
- Love Marriage (연애결혼; 2008).
- The World That They Live In (그들이 사는 세상; 2008).
- Boys Over Flowers (꽃보다 남자; 2009).
- The Slingshot (남자이야기; 2009).
- He Who Can't Marry (결혼 못하는 남자; 2009).
- Hometown Legends (전설의 고향; 2009).
- The Queen Returns (공주가 돌아왔다; 2009).
- Invincible Lee Pyung Kang (천하무적 이평강; 2009).
- Master of Study (공부의 신; 2010).
- Becoming a Billionaire (부자의 탄생; 2010).
- Secret Agent Miss Oh (국가가 부른다; 2010).
- Grudge: The Revolt of Gumiho (구미호: 여우누이뎐; 2010).
- Sungkyunkwan Scandal (성균관 스캔들; 2010).
- Mary Stayed Out All Night (매리는 외박중; 2010).
- Dream High (드림하이; 2011).
- Detectives in Trouble (강력반; 2011).
- Baby Faced Beauty (동안미녀; 2011).
- Spy Myung Wol (스파이 명월; 2011).
- Poseidon (포세이돈; 2011).
- Brain (브레인; 2011–2012).
- Dream High 2 (드림하이 2; 2012).
- Love Rain (사랑비; 2012).
- Big (빅; 2012).
- Haeundae Lovers (해운대 연인들; 2012).
- Ohlala Couple (울랄라 부부; 2012).
- School 2013 (학교 2013; 2012–2013).
- El Genio de la publicidad Lee Tae Baek (광고천재 이태백; 2013).
- Queen of the Office (직장의 신; 2013).
- Shark (상어; 2013).
- Buen doctor (굿 닥터; 2013).
- Marry Him If You Dare (미래의 선택; 2013).
- Prime Minister and I (총리와 나; 2013–2014).
- The Full Sun (태양은 가득히; 2014).
- Big Man (빅맨; 2014).
- Trot Lovers (트로트의 연인; 2014).
- Discovery of Love (연애의 발견; 2014).
- Cantabile Tomorrow (내일도 칸타빌레; 2014).
- Healer (힐러; 2014).
- Blood (블러드; 2015).
- Who Are You: School 2015 (학교 2015; 2015).
- Hello Monster (너를 기억해; 2015).
- La nuera excéntrica (별난 며느리; 2015).
- Vamos, atrévete (발칙하게 고고; 2015).
- Oh My Venus (오 마이 비너스; 2015-2016).
- Escuela Moorim (무림학교; 2016).
- Baby Sitter (베이비시터; 2016).
- My Lawyer, Mr. Jo (동네 변호사 조들호; 2016).
- A Beautiful Mind (뷰티풀 마인드; 2016).
- Love in the Moonlight (구르미 그린 달빛; 2016).
- El hombre que vive en nuestra casa (우리집에 사는 남자; 2016).
- Hwarang (화랑; 2016-2017).
- The Perfect Wife (완벽한 아내; 2017).
- The Happy Loner (개인주의자 지영씨, 2017).
- Fight for My Way (쌈 마이웨이; 2017).
- School 2017 (학교 2017; 2017).
- Generación de chicas 1979 (란제리 소녀시대; 2017).
- Tribunal de brujas (마녀의 법정; 2017).
- Jugglers (저글러스; 2017-2018).
- Radio Romance (라디오 로맨스; 2018).
- The Miracle We Met (우리가 만난 기적; 2018).
- Are You Human Too? (너도 인간이니; 2018).
- Lovely Horribly (러블리 호러블리; 2018).
- Matrimonial Chaos (최고의 이혼; 2018).
- Dance Sports Girls (땐뽀걸즈; 2018).
- My Lawyer, Mr. Jo 2 (동네변호사 조들호 2; 2019).
- My Fellow Citizens! (국민 여러분!; 2019).
- Pasión de Gavilanes

#### Miércoles-jueves
- Papa (파파; 1996)
- Empress Myeongseong (명성황후; 2001)
- More Beautiful Than a Flower (꽃보다 아름다워; 2004)
- April Kiss (4월 키스; 2004)
- Full House (풀하우스; 2004)
- Second Proposal (두번째 프러포즈; 2004)
- Emperor of the Sea (해신; 2004)
- Resurrection (부활; 2005)
- My Rosy Life (장밋빛 인생; 2005)
- Golden Apple (황금사과; 2005)
- Goodbye Solo (굿바이솔로; 2006)
- Great Inheritance (위대한 유산; 2006)
- The Invisible Man (투명인간 최장수; 2006)
- Special Crime Investigation: Murder in the Blue House (특수수사일지: 1호관 사건; 2006)
- Fugitive, Lee Doo-yong (도망자 이두용; 2006)
- Hwang Jini (황진이; 2006)
- Dal Ja's Spring (달자의 봄; 2007)
- The Devil (마왕; 2007)
- Several Questions That Make Us Happy (우리를 행복하게 하는 몇 가지 질문; 2007)
- Capital Scandal (경성스캔들; 2007)
- Sayuksin (사육신; 2007
- In-soon Is Pretty (인순이는 예쁘다; 2007)
- Hong Gil Dong (쾌도 홍길동; 2008)
- One Mom and Three Dads (아빠셋 엄마하나; 2008)
- Women of the Sun (태양의 여자; 2008)
- Hometown Legends (전설의 고향; 2008)
- The Kingdom of The Winds (바람의 나라; 2008–2009)
- My Dad Loves Trouble (경숙이 경숙아버지; 2009)
- Again, My Love (미워도 다시 한 번 2009; 2009)
- The Accidental Couple (그저 바라 보다가; 2009)
- Partner (파트너; 2009)
- Por favor, cuide de mi preciosa señorita (아가씨를 부탁해; 2009)
- Iris (아이리스; 2009).
- The Slave Hunters (추노; 2010).
- Cinderella's Sister (신데렐라 언니; 2010).
- Pan, amor y sueños (제빵왕 김탁구; 2010).
- The Fugitive: Plan B (도망자: Plan B; 2010).
- President (프레지던트; 2010–2011).
- The Thorn Birds (가시나무새; 2011).
- Romance Town (로맨스 타운; 2011).
- The Princess' Man (공주의 남자; 2011).
- Glory Jane (영광의 재인; 2011).
- Wild Romance (난폭한 로맨스; 2012).
- Just an Ordinary Love Story (보통의 연애; 2012).
- Man from the Equator (적도의 남자; 2012).
- Bridal Mask (각시탈; 2012).
- The Innocent Man (세상 어디에도 없는 착한 남자; 2012).
- Jeon Woo Chi (전우치; 2012–2013).
- Iris 2 (아이리스 2; 2013).
- The Fugitive of Joseon (천명; 2013).
- The Blade and Petal (칼과 꽃; 2013).
- Secret Love (비밀; 2013).
- Bel Ami (예쁜 남자; 2013–2014).
- Inspiring Generation (감격시대; 2014).
- Golden Cross (골든 크로스; 2014).
- Gunman in Joseon (조선총잡이; 2014).
- Iron Man (아이언맨; 2014).
- The King's Face (왕의 얼굴; 2014–2015).
- Mujeres crueles (착하지 않은 여자들; 2015).
- Fiscal enmascarado (복면검사; 2015).
- Assembly (어셈블리; 2015).
- The Merchant: Gaekju 2015 (장사의 신 - 객주 2015; 2015-2016).
- Descendientes del sol (태양의 후예; 2015).
- The Master of Revenge (마스터 - 국수의 신; 2016).
- Uncontrollably Fond (함부로 애틋하게; 2016).
- On the Way to the Airport (공항가는 길; 2016).
- My Fair Lady  (오 마이 금비; 2016).
- Naked Fireman (맨몸의 소방관; 2017).
- Good Manager  (김과장; 2017).
- Queen of Mystery (추리의 여왕; 2017).
- Reina por siete días (7일의 왕비; 2017).
- Manhole (맨홀: 이상한 나라의 필; 2017).
- Mad Dog (매드독; 2017).
- Black Knight (흑기사; 2017-2018).
- Queen of Mystery 2 (추리의 여왕 2; 2018).
- Suits (슈츠; 2018).
- Your House Helper (당신의 하우스헬퍼; 2018).
- The Ghost Detective (오늘의 탐정; 2018).
- Feel Good to Die (죽어도 좋아; 2018).
- What's the Problem, Poong Sang? (왜그래 풍상씨; 2019).

#### Viernes
- Hi! School-Love On (하이스쿨 - 러브온; 2014).
- Spy (스파이; 2015).
- Orange Marmalade (오렌지 마멀레이드; 2015).

#### Viernes-sábados
- Producer (프로듀사; 2015).
- Hit the Top (최고의 한방; 2017).
- Strongest Deliveryman (최강 배달꾼; 2017).
- Confession Couple (고백부부; 2017).

#### Telenovela Telenovelas
- Gata salvaje
- Las Bandidas

#### Sábados-domingos
- First Love (첫사랑; 1996–1997).
- Love In 3 Colors (유정; 1999).
- Guardaespaldas (보디가드; 2003).
- Precious Family (부모님 전상서; 2004–2005).
- A Happy Woman (행복한 여자; 2007).
- The Golden Age of Daughters-in-Law (며느리 전성시대; 2007).
- Mom's Dead Upset (엄마가 뿔났다; 2008).
- My Too Perfect Sons (솔약국집 아들들; 2009).
- Three Brothers (수상한 삼형제; 2009–2010).
- Ojakgyo Family (오작교 형제들; 2011–2012).
- My Husband Got a Family (넝쿨째 굴러온 당신; 2012).
- My Daughter Seo Young (내 딸 서영이; 2012–2013).
- You're the Best, Lee Soon Shin (최고다 이순신; 2013).
- Wang's Family (왕가네 식구들; 2013–2014).
- Wonderful Days (참 좋은 시절; 2014).
- ¿Qué pasa con mi familia? (가족끼리 왜 이래; 2014–2015).
- House of Bluebird (파랑새의 집; 2015).
- All About My Mom (부탁해요 엄마; 2015-2016).
- Cinco niños (아이가 다섯; 2016).
- Sastrería árbol de laurel  (월계수 양복점 신사들; 2016-2017).
- Papá está extraño (아버지가 이상해; 2017).
- Mi vida dorada (황금빛 내 인생; 2017-2018).
- Cásate conmigo ahora (같이 살래요; 2018).
- El único a mi lado (하나뿐인 내편; 2018-2019).
- My Daughter Is the Kindest (세상에서 제일 착한 내 딸; 2019).

## Infantil
- La ranita Demetan (개구리 왕눈이; 1982-1983, 1986)
- Pequeño coche Bong Bong (꼬마자동차 붕붕; 1985-1987)
- Punky Brewster (귀여운 펑키; 1985-1986)
- Pastel Yumi, the Magic Idol (꽃나라 요술봉; 1987)
- Dragon Quest (아벨 탐험대; 1993, 1997)
- Whistle! (내일은 축구왕; 1995)
- Flint the Time Detective (4차원 탐정 똘비; 1999)
- Mashin Eiyūden Wataru (슈퍼 씽씽캅; 1999)
- Chūka Ichiban! (요리왕 비룡; 1999)
- Bast of Lemon (사이버영혼 바스토프 레몬; 2001-2002)
- Double Fighter (데블 파이터; 2001-2002)
- Power Digimon (파워디지몬; 2001-2002)
- Di Gi Charat (디지캐럿; 2005)
- Erexion (이레자이온; 2006)
- Tai Chi Chasers (태극천자문; 2007-2008)
- Rolling Stars (롤링스타즈; 2009-2012)
- Power Mask (파워 마스크; 2011-2012)
- Robotex (로보텍스; 2015-2016)
- Papa Dog (파파독; 2016)
- Turning Mecard (터닝메카드; 2015-2016)

## Informativos

### KBS 1TV
- KBS Noticias 5 AM (KBS 오전 5시 뉴스)
- KBS Plaza de noticias (KBS 뉴스광장)
- KBS Noticias 9:30 (KBS 뉴스 9:30)
- KBS Noticias 12 (KBS 뉴스 12)
- KBS News Talk (KBS 뉴스토크)
- KBS Noticias 5 (KBS 뉴스5)
- KBS Noticias 7 (KBS 뉴스7)
- KBS Noticias 9 (KBS 뉴스9)
- KBS Newsline (KBS 뉴스라인)
- KBS Deadline News 01:00 (KBS 마감뉴스 01:00)
- Midnight Debate-Live (생방송 심야토론)
- Media Focus (미디어 포커스)
- Coverage-File K (취재파일 K)
- KBS Noticias Ombudsman (KBS 뉴스 옴부즈맨)

### KBS 2TV
- Good Morning Korea (굿모닝 대한민국)
- KBS 8 Morning News Time (KBS 8 아침 뉴스타임)
- KBS Global News (지구촌 뉴스)
- KBS Sports Time (KBS 스포츠 타임)
- KBS News Time (KBS 뉴스타임)
- KBS Global 24 (KBS 글로벌 24)
- KBS Sunday News Time (KBS 일요 뉴스타임)

### KBS World
- News Today

## Canales hermanos
KBS World también opera dos canales hermanos:
- KBS World 24, transmite noticias y documentales coreanos para coreanos en el extranjero.
- KBS World Latino, creado por KBS America, transmite contenido de entretenimiento subtitulado o doblado al español de América.